# Plagioneurus univittatus
Plagioneurus univittatus är en tvåvingeart som beskrevs av Friedrich Hermann Loew 1857. Plagioneurus univittatus ingår i släktet Plagioneurus och familjen styltflugor. Inga underarter finns listade i Catalogue of Life.